# Smart Studios
Smart Studios — студия звукозаписи, основанная в 1980-х годах в Мадисоне, штат Висконсин, США. Она стала домом для множества музыкантов и групп, включая такие известные имена, как Nirvana, The Smashing Pumpkins и многих других. Студия была учреждена продюсером и инженером звукозаписи Бутчем Вигом, который также известен своей работой с Nirvana над альбомом Nevermind.
Smart Studios сыграла важную роль в развитии альтернативной рок-музыки и в создании уникального звучания, которое характерно для 1990-х годов. Студия закрылась в 2010 году, но ее наследие продолжает жить в музыке, записанной там.